# Бољковце
Бољковце (слч. Boľkovce) насељено је мјесто са административним статусом сеоске општине (слч. obec) у округу Лучењец, у Банскобистричком крају, Словачка Република.

## Становништво
| Година:    | 1994. | 2004.   | 2014.   | 2024.   |
| ---------- | ----- | ------- | ------- | ------- |
| Број људи: | 625   | 656     | 620     | 626     |
| Разлика:   |       | +4,96 % | -5,48 % | +0,96 % |

| Година:    | 2023. | 2024.   |
| ---------- | ----- | ------- |
| Број људи: | 628   | 626     |
| Разлика:   |       | -0,31 % |

Према подацима о броју становника из 2011. године насеље је имало 640 становника.